# Matthias Deller
Matthias Deller (* 30. September 1965 in Nordrhein-Westfalen) ist ein deutscher Richter und Verwaltungsjurist. Er ist seit 2025 Präsident des Brandenburgischen Oberlandesgerichtes.

## Leben
Deller studierte Rechtswissenschaften an den Universitäten Passau und Bochum und legte das zweite juristische Staatsexamen in Düsseldorf ab. Danach begann er 1995 als Richter am Landgericht Potsdam seine Laufbahn in der Justiz des Landes Brandenburg. Es folgten Stationen am Amtsgericht Nauen, an den Landgerichten Frankfurt (Oder) und Potsdam, dem Ministerium der Justiz des Landes Brandenburg sowie am Brandenburgischen Oberlandesgericht. Danach war er von 2009 bis 2011 Direktor des Amtsgerichtes Rathenow und von 2011 bis 2020 Direktor des Amtsgerichtes Königs Wusterhausen.
Von 2020 bis 2024 leitete er im Amt eines Ministerialdirigenten die Abteilung für Justizverwaltungssachen und Zentrale Dienste im Ministerium der Justiz des Landes Brandenburg.
Daneben war er von 2009 bis 2015 Vorsitzender des Landesverbandes Brandenburg des Deutschen Richterbundes.
Mit Wirkung vom 1. Januar 2025 trat Deller das Amt des Präsidenten des Brandenburgischen Oberlandesgerichtes an.